# Schlacht bei Kadesch
Die Schlacht bei Kadesch zwischen den Ägyptern und den Hethitern fand im fünften Regierungsjahr des Pharaos Ramses II., 1274 v. Chr. bei der Festung Kadesch (auch: Qadesch oder Qadeš) am Fluss Orontes statt, im westlichen Syrien nahe der heutigen syrisch-libanesischen Grenze. Sie ist nach der Schlacht bei Megiddo, die Thutmosis III. 1457 v. Chr. bestritt, die zweite bekannte größere Schlacht im ägyptischen Altertum.

## Zeugnisse der Schlacht
Der Verlauf der Schlacht ist durch sowohl ägyptische als auch hethitische Quellen dokumentiert. Allerdings ist der Feldzug Ramses’ II., der zur Schlacht bei Kadesch führte, fast ausschließlich aus Sicht der beteiligten Ägypter bekannt. So wird der Ausgang der Schlacht in den ägyptischen Quellen als Erfolg dargestellt: Der König, der von einem Großteil seiner Truppen verlassen worden sei, habe mit Hilfe des Gottes Amun dennoch den Sieg errungen. Drei Versionen über die Darstellung der Ereignisse befinden sich in den Tempeln von Karnak und Luxor, zwei im Ramesseum und weitere in seinen Tempeln von Abu Simbel, Abydos und Derr. Zudem sind Schilderungen auf Papyri erhalten, so dass es insgesamt 13 Versionen gibt.
Die hethitischen Schilderungen sind in babylonischer Keilschrift auf Tontafeln erhalten und wurden in den Ruinen von Ḫattuša gefunden. Als Grund für die wenigen historischen hethitischen Quellen zu dieser wohl berühmtesten militärischen Auseinandersetzung im vorderasiatischen Raum wird die Verlegung der Hauptstadt durch Muwattalli II. vermutet, die er von Ḫattuša nach Tarḫuntašša verlegte. Sein Nachfolger wiederum verlegte sie von Tarḫuntašša zurück nach Ḫattuša. Ein Großteil von Muwattallis Aufzeichnungen aus seiner Regierungszeit wurde nicht in die Archive nach Ḫattuša mitgenommen, sondern verblieb in Tarḫuntašša. Damit lässt sich der deutliche Rückgang historischer Quellen zur Regierungszeit Muwattallis erklären. Die genaue Lage der Stadt Tarḫuntašša ist bis heute unsicher.

## Rekonstruktion der Ereignisse

### Vor der Schlacht
Die Stadt Kadesch war schon seit der 18. Dynastie im Neuen Reich umkämpft und wurde bereits von Thutmosis III. auf dessen sechstem Feldzug eingenommen. Die in Echnatons neu gegründeter Hauptstadt Achet-Aton gefundenen Keilschrifttafeln, die sogenannten Amarna-Briefe, geben weitere Auskunft über das Verhältnis Ägyptens zu seinen Vasallenstaaten in Vorderasien und den Hethitern. So fallen die Bedrohung des Mitanni-Reiches durch die Hethiter in seine Regierungszeit und der Abfall der Kleinstaaten Amurru (unter Fürst Aziru) und Kadesch (unter Fürst Aitakama) in seine letzten Regierungsjahre. Der große Verlust der ägyptischen Vorherrschaft in Mittelsyrien erfolgte aber erst nach Echnaton.
Echnatons Regierungszeit und die seiner Nachfolger zog Wirren innerhalb Ägyptens nach sich, in der das Land Ägypten den von den ersten Königen der 18. Dynastie in Syrien hergestellten Einfluss nicht wahrgenommen hat. Als Sethos I. zu seinem ersten Asienfeldzug aufbrach, war zunächst die Befriedung Palästinas sein Ziel. Sein Feldzug führte weiter zum Libanon, wo er sich das gesamte Hinterland für eine neue Auseinandersetzung mit den Hethitern sicherte. Erst auf einem späteren Feldzug griff er Amurru und Kadesch erfolgreich an. Hiervon berichten seine Reliefs in Karnak und seine Siegesstele aus Kadesch. Allerdings war die erneute Anbindung von Amurru und Kadesch nicht von langer Dauer, und die Hethiter erlangten ihre syrischen Provinzen zurück. Da die Hethiter aber nicht weiter in Richtung Ägypten vorrückten, gehen die Ägyptologen von einem stillschweigenden Übereinkommen beider Herrscher aus, das einem Nichtangriffspakt gleichkam.

Das hethitische Reich um 1300 v. Chr. in Orange, grün der ägyptische Einflussbereich

Das Ziel Ramses’ II. war es, das hethitische Bündnissystem aufzubrechen und den Einfluss der Hethiter zurückzudrängen. So begann er im Sommer seines vierten Regierungsjahres (1276 v. Chr.) seinen ersten Asienfeldzug und eroberte das im nördlichen Libanon gelegene Amurru unter König Bentešina zurück, wodurch das ägyptische Einflussgebiet wieder an Ugarit grenzte. Seine Stelen in Byblos und am Nahr al-Kalb berichten über das Ereignis. Durch dieses Vordringen brachten die Ägypter ihren Anspruch auf das unter der Oberherrschaft der Hethiter stehende Syrien vor. Das hethitische Reich unter König Muwattalli II., Sohn von Muršili II., reagierte, und es kam im darauffolgenden Jahr zu der berühmtesten Schlacht der altägyptischen Militärgeschichte.

### Die Gegner

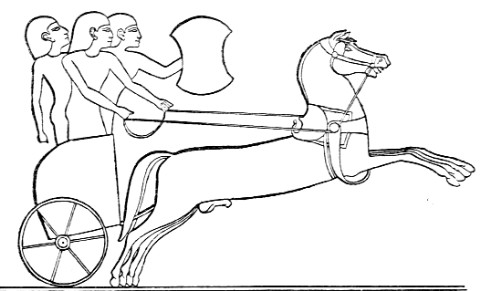
Hethitischer Streitwagen

In dieser Schlacht standen sich Ramses II. und der hethitische König Muwattalli II. zum einzigen Mal direkt gegenüber. Für die Schlacht stellte Ramses die größte Armee auf, die es nach heutiger Kenntnis in Ägypten bis dahin jemals gegeben hatte. Sie bestand aus Streitwagen und Fußtruppen. Die leichten Streitwagen waren mit jeweils zwei Soldaten besetzt. Insgesamt bestand die Armee aus ca. 20.000 Mann in vier Divisionen (Gefechtseinheiten gemischter Truppen). Sie waren nach den ägyptischen Hauptgöttern Amun, Re, Ptah und Seth benannt. In den Reihen des Heeres befanden sich außerdem nubische Soldaten und Elite-Einheiten der Schardana, ausländische Söldner, die Ramses II. in die ägyptische Armee aufgenommen hatte. Die Hauptbewaffnung waren Kompositbögen mit einer effektiven Reichweite von 90 m und Hiebwaffen aus Bronze.
Die hethitische Armee bestand insgesamt aus ca. 37.000 Mann, vornehmlich Fußtruppen. In Muwattallis Armee befanden sich zudem traditionelle Feinde Ägyptens, darunter die Könige von Naharina, Arwad, Karkemisch, Kadesch, Ugarit und Halpa. Die dem hethitischen Reich unterstellten kleinasiatischen Länder wie Kizzuwatna und Pitassa mussten ebenfalls Kontingente stellen. Zur weiteren Vergrößerung seines Heeres warb nach ägyptischen Quellen (Kadesch-Inschrift P40–53) auch Muwattalli Söldner an, die aus unterschiedlichen Regionen Kleinasiens und Syriens stammten: u. a. aus Lukka, Maša, Kizzuwatna, dem ehemaligen Arzawa und Pitašša. Auch Kaškäer aus Nordanatolien und Dardany, die sich eventuell mit den Dardanern gleichsetzen lassen, waren auf hethitischer Seite an der Schlacht beteiligt. Dazu kamen noch 2.500 bis 3.500 Streitwagen. Sie waren im Vergleich mit den ägyptischen Wagen schwerer und unbeweglicher. Das zeigte sich zum Beispiel auch daran, dass sie mit drei Mann besetzt waren. Die Hethiter verwendeten bereits erste Hiebwaffen aus gehärtetem Stahl (Eisen).

### Der Schlachtverlauf

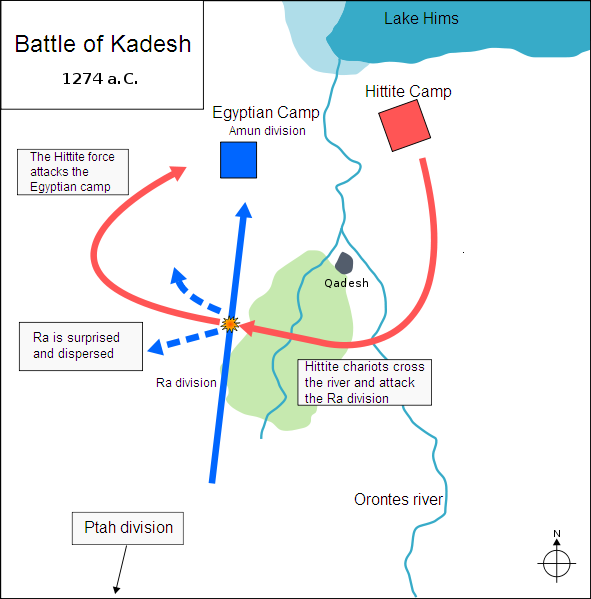
Der Angriff der hethitischen Streitwagen auf die Re-Division (Lake Hims ist der See von Homs).

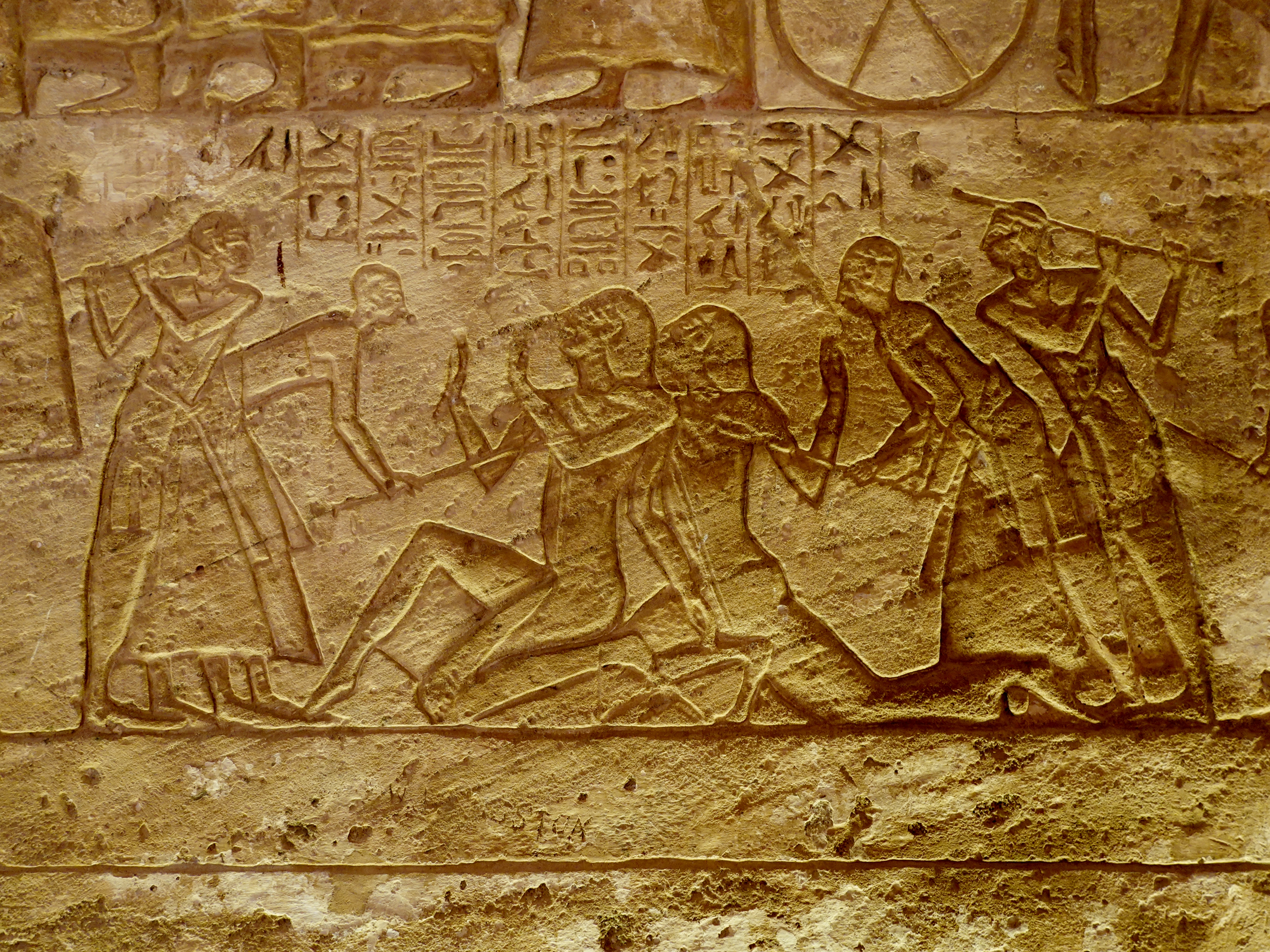
Zwei gefangene hethitische Späher machten unter Zwang falsche Angaben zu den feindlichen Stellungen (Relief im großen Tempel von Abu Simbel)

Ägyptischen Berichten zufolge wurde Ramses II. von den Erfolgen seines ersten „Feldzugs des Sieges“ ermutigt, die Stadt Kadesch zurückzuerobern. Er zog Anfang April 1274 v. Chr. in seinem fünften Regierungsjahr aus seiner nordöstlichen Grenzstadt Sile in nördliche Richtung. Dies entsprach etwa demselben Weg, den bereits Thutmosis III. durch das Gebiet um Gaza eingeschlagen hatte. Das riesige Heer, zu dem auch Marketenderinnen und Diener gehörten, kam jedoch nur langsam voran. Ramses II. führte die Division Amun. Ihr folgten im Abstand von jeweils 10 km die übrigen Einheiten Re, Ptah und Seth. Bereits in der heute in Israel liegenden Ebene von Scharon trennte sich eine Art Eingreiftruppe von der Armee; sie sollte an der Küste bis zur Mündung des Eleutherus (Nahr al-Kalb) und dann von Westen her in Richtung Kadesch vorrücken, während Ramses II. mit der Amun-Division direkt dorthin marschierte. Er wartete nicht auf die zurückliegenden Heeresteile und überquerte den Orontes.
Am 20. April 1274 v. Chr. wurden zwei Beduinen von ägyptischen Wachposten aufgegriffen, die erklärten, mit ihren Stämmen zu Ramses überlaufen zu wollen:
„Der elende Herrscher von Hattusa sitzt in Halpa, er fürchtet sich vor dem König von Ägypten.“

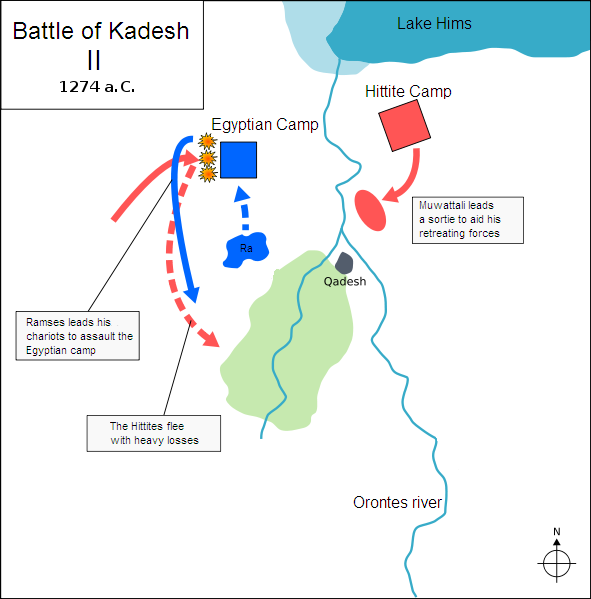
Ramses’ Gegenangriffe

Ramses II. zweifelte nicht am Wahrheitsgehalt und zog mit der Amun-Einheit sofort in Richtung Kadesch. Während die Re-Einheit in kurzer Entfernung folgte, waren die Ptah- und die Seth-Einheit noch ca. 20–30 Kilometer entfernt und konnten den geplanten Angriff nicht unterstützen. Kundschafter fingen zwei weitere Spione der feindlichen Hethiter ab, die unter Folter gestanden, dass die Aussagen der beiden Beduinen eine List waren und sich das hethitische Heer in Wahrheit in östlicher Nähe bei Kadesch befand.
Inzwischen schickte Muwattalli II. 1.000 hethitische Streitwagen über den Orontes und griff die Re-Einheit an. Die Ägypter wurden völlig überrascht und flüchteten unter großen Verlusten über den Orontes. Die Hethiter umzingelten das Lager Ramses’ II., der sich nun in einer katastrophalen Lage befand: Er, seine Leibgarde und die Amun-Division waren eingeschlossen, während die Einheit Re auf der Flucht und die Einheiten Ptah und Seth noch weit entfernt waren. Für die Hethiter schien der vollständige Sieg sicher, bis die Eingreiftruppe eintraf, die den Weg über die palästinensische Küstenstraße genommen hatte. Zwar konnte diese Einheit den Verlauf der Schlacht nicht mehr umkehren, jedoch gelang es ihr, Ramses II. aus der hoffnungslosen Lage unversehrt zu befreien. Muwattalli II., der mit einem derart raschen Erfolg nicht gerechnet hatte, setzte den Flüchtenden nicht nach, sondern blieb mit seiner Armee auf der östlichen Uferseite des Orontes. Ramses II. besaß nicht mehr genügend Soldaten für einen Gegenangriff. Er sammelte seine angeschlagenen Truppen sowie die an der Schlacht nicht beteiligten Einheiten Ptah und Seth und trat den Rückzug an.

### Das Ende der Schlacht

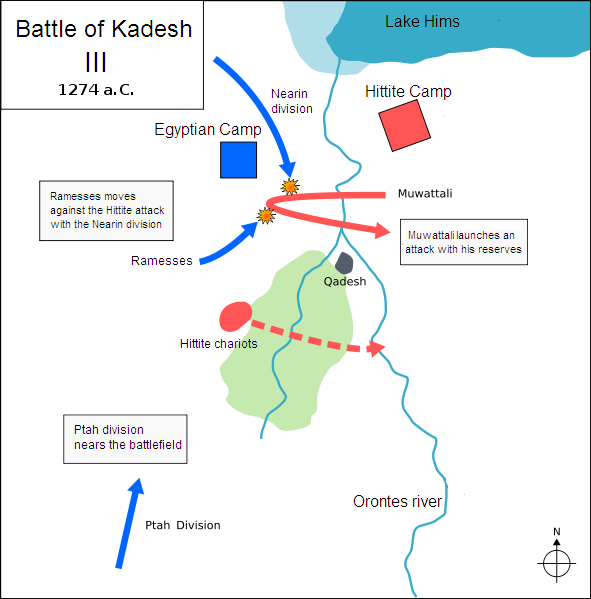
Endphase der Schlacht

Sein Ziel, die Stadt Kadesch zu erobern, hatte Ramses II. nicht erreicht: Das umkämpfte Gebiet blieb unter hethitischem Einfluss. Amurru geriet wieder unter hethitische Oberhoheit, wobei König Bentešina von Muwattalli abgesetzt wurde und ein neuer Herrscher benannt wurde. Trotz Patt-Situation ließ Ramses die Ereignisse der Schlacht nahezu propagandistisch als Sieg darstellen. Zudem legen diese Berichte der Schlacht die Hilflosigkeit der hohen ägyptischen Offiziere offen, woraufhin das Militär in Ägypten deutlich an Einfluss verlor.

## Nach der Schlacht

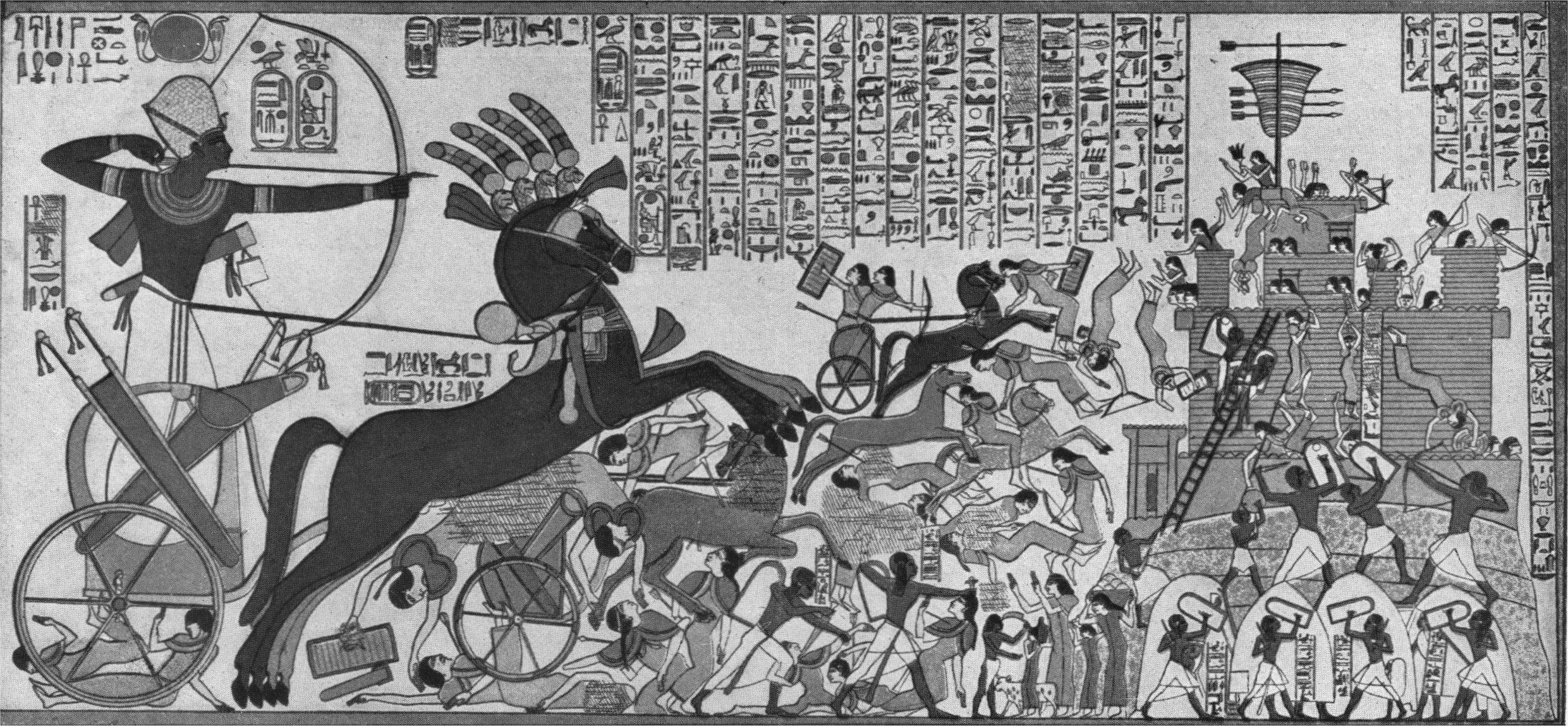
Die Schlacht von Dapur

Die militärische Schwäche der Ägypter bei Kadesch blieb von den ägyptischen Vasallenstaaten im syrischen Raum nicht unbemerkt. Sie stellten hierauf ihre Tributzahlungen an Ägypten ein. Ramses II. konnte dies nicht dulden und brach im 7. oder 8. Regierungsjahr erneut zu Feldzügen in den syrisch-palästinensischen Raum auf: Über Tyros, Sidon, Beirut, Byblos und die Täler des Eleutherus und Orontes eroberte er Tunip und Dapur (siehe Schlacht von Dapur). Muwattallis Nachfolger Muršili III. griff nicht ein, als Ramses erneut nach Syrien vordrang. Für Ramses II. verliefen alle weiteren Feldzüge nach der Schlacht bei Kadesch äußerst erfolgreich.
Weniger Erfolg war den Hethitern beschieden. Im Hethiterreich herrschten inzwischen innere Unruhen; so kam es 1264 v. Chr. zu einem Machtwechsel: Muršili wurde von seinem Onkel Ḫattušili III. entthront und erhielt politisches Asyl in Ägypten. Zudem wurden die Assyrer zu einer wachsenden Bedrohung für die Hethiter.
Diese Lage bewog Ḫattušili III. zum Angebot von Friedensverhandlungen mit Ägypten. Seit der Schlacht bei Kadesch waren mehr als 15 Jahre vergangen. Im 21. Regierungsjahr Ramses’ II. (1259 v. Chr.) wurden die Auseinandersetzungen zwischen Ägypten und den Hethitern durch Unterzeichnung des ersten bekannten Friedensvertrages (Ägyptisch-Hethitischer Friedensvertrag) beendet. Der Vertrag ist auf den 31. Oktober datiert. Auszüge bzw. eine Kopie des Vertrages befinden sich im UNO-Gebäude in New York.
Der Friedensvertrag schrieb nicht nur Verpflichtungen fest. Er bewirkte auch den Austausch von Geschenken beider Königshäuser und den Vorschlag Ḫattušilis III. an Ramses II., die Beziehungen durch die Heirat einer seiner Töchter weiter zu vertiefen. Das mit den Hethitern geschlossene Bündnis wurde bis zum Ende von Ramses’ II. Regierungszeit von keiner Seite verletzt und hatte bis in die Zeit seines Nachfolgers Merenptah Bestand.
Ramses II. führte keine weiteren Feldzüge durch und begann nun eine rege Bautätigkeit. Das Hethitergroßreich brach kaum ein Jahrhundert später zusammen, Fürstentümer bestanden noch 500 Jahre. Gleichzeitig wurden Syrien und Palästina von den „Seevölkern“ (unter ihnen die Philister) erobert, was auch Ägypten schwächte.